# 센다이시 (가고시마현)
센다이시(일본어: 川内市)은 일본 규슈 남서부, 가고시마현의 북남부에 위치했던 옜 시이다. 도시는 1940년 2월 11일에 시로 승격해 센다이시가 되었다. 가고시마현 내에서는 1889년 시로 승격한 가고시마시에 이어 두 번째로 시가 되었다.
2005년 10월 12일에  히와키정, 이리키정, 도고정, 게도인정, 사토촌, 가미코시키촌, 시모코시키촌, 가시마촌과 합병해, 사쓰마센다이시시가 되어 자치체로서는 소멸하였다.

## 지리
동중국해로 흘러가는 가와우치강이 시 중앙을 동서로 관통하고, 하구가 만을 이루며 시 중부에 이르러 가와우치 평야를 형성하고 있다. 시 서부, 가와우치강 하구 끝에는 가와우치항과 가와우치 원자력발전소, 가와우치 화력발전소가 있다.
시내에는 교세라 공장이 있으며, 사쓰마 소주의 산지로도 유명하다. 

## 정, 자
1929년 5월 20일 기준 사쓰마군 가와우치정의 오아자는 히가시테, 니시테, 미야리, 히라사, 텐진, 구스모토, 쿠스미, 나카, 오코지, 미야우치, 고다이의 11개 대지로 구성되어 있었다. 
시제 시행 전날인 1940년 2월 10일에 가고시마현 공보에 게재되어 같은 날 시행된 '사쓰마군 가와우치정, 마을명 개칭 구역 변경'(가고시마현 고시)에 의해 오아자가 폐지되어 정이 되었다. 시로 승격할 당시에는 구스미정, 구스모토정, 나카무라정, 텐진정, 시라와정, 도리오이정, 히라사정, 미야사정, 미야자토정, 린스이정, 구마노시로정, 나카후쿠라정, 오시라에정, 기바자야정, 도정, 아오야마정, 가와나가노정, 야마노구치정, 카츠메정, 야쿠라정, 미야자키정, 미야우치정, 미야우치정, 고료시타정, 오오오지정, 고요지정, 고요정, 가미카와우치정 등 27개 마을이 있었다. 있었다(니시테, 히가시테는 소멸하였다).
1951년 4월 1일에는 미즈히키촌(水引村)가 편입되었고, 이에 따라 가고시마현 공보에 게재된 '가와우치시 구역 내 일부 오아자 명칭 및 구역변경'에 따라 오구라정(小倉町), 미즈히키정(水引町), 유시마정(湯島町), 미나토정(港町), 아바즈정(網津町)이 신설되었다.
1956년 9월 30일에는 나가리무라, 다카에무라가 편입되었고, 이에 따라 가고시마현 공보에 게재된 「시촌의 폐치분합에 따른大字의 폐지 및 마을의 신설」에 따라 나가리정, 모모지정, 다사키정, 다카에정, 구미사키정, 요요다정이 새롭게 설치되었다. 이듬해인 1957년 4월 1일에는 시모토고촌(下東郷村)의 일부를 편입함에 따라 '大字의 폐지 및 마을의 신설'에 따라 나카고정(中郷町)-시라하마정(白浜町)-다미정(田海町)이 새롭게 설치되었다. 
1965년(쇼와 40년) 4월 1일에는 주거지 표시 실시에 따라 무카타혼정-히가시무카타정-니시무카타정-간다정-와카마쓰정-히가시카이몬정-니시카이몬정-요코바바정-와카바정-다오오정-하나키정이 설치되었다. 같은 해 4월 15일에는 다카시로정을 편입하고 이에 따라 '자 폐지 및 자 신설'에 따라 다카시로정, 요나리정, 조카미정, 유타정, 니시카타정이 설치되었다.1981년에는 하라다정, 히가시오코지정, 1992년에는 나카고1초메, 나카고2초메, 나카고3초메, 나카고3초메, 나카고2초메, 나카고3초메, 나카고4초메, 나카고5초메, 나카고6초메, 나카고7초메, 나카고8초메, 나카고9초메, 나카고10초메, 나카고11초메가 설치되었다. 주오1초메・주오2초메・주오3 초메・주오4초메가 설치되었고, 2000년(2000)에는 이누마코엔정(運動公園町)이 신설되었다.

## 역사
또한 이곳은 사쓰마의 중심지로 고지대에는 국부(國府)와 국분사(国分寺)가 있어 그 고지대를 '센다이(千台)'라고 불렀다고 한다. 이 '센다이'가 가와우치강의 북쪽(안쪽)에 있었기 때문에 '가와우치'가 되었다고 한다.
예로부터 '센다이', '센다이', '센다이', '가와우치' 등으로도 쓰였으나, 1720년 당시 사쓰마 번주였던 시마즈 요시타카가 '가와우치'로 명명하면서 정착되었다. 이는 가와우치강과 다카시로강 안쪽이라는 뜻이다.
에도 시대에는 가와우치라는 이름이 광역 지명이 되어 다카시로향, 미즈히키향, 다카에향, 구마노시로향, 에이리향, 히라사향, 나카향, 히가시향은 가와우치팔향으로 불렸다. 여기서 '향(郷)'은 외성(外城)을 뜻한다.
이후 나카고(中郷)가 도고(東郷)로 통합되었으나, 1889년 정촌제 시행 이후 '촌(村)'으로 계승되었다(미즈히키는 니시미즈히키촌(西水引村)-히가시미즈히키촌(東水引村)로, 도고는 시모도고촌(下東郷村)-가미도고촌(上東郷村)로 분할). 그 후 쇼와시대의 합병을 거쳐 야고(가미토고무라→토고마치 제외)는 '가와우치시'로서 하나의 자치단체를 구성하게 되었다.
또한, 이름이 같은 미야기현 센다이시에도 '가와우치'라는 지명이 존재하지만, 이곳은 '가와우치'라고 읽는다. 또한 센다이시 가와우치에는 지하철 도자이선 가와우치역이 있지만 가와우치시의 중심역인 가고시마 본선 가와우치역과는 당연히 읽기가 다르다. 
- 1889년 4월 1일 - 정촌제 시행에 수반해 사쓰마군 구마노조촌, 히라사촌, 나가토시촌, 다카에촌, 시모토고촌, 다키군 다키정, 미즈히키촌이 성립하였다.
- 1891년 - 미즈히키촌이 히가시미즈히키촌과 니시미즈히키촌으로 해체 분할되었다.
- 1929년 5월 20일 - 사쓰마군 구마노조촌, 히라사촌, 히가시미즈히키촌이 합병해, 사쓰마군 센다이정이 성립하였다.
- 1940년 2월 11일 - 시로 승격해 센다이시가 되었다. 현내에서는 1889년 시로 승격당시 시로 지정된 가고시마시에 이어 두 번째로 51년 만이다.
- 1956년 9월 30일 - 사쓰마군 나가토시촌, 다카에촌을 편입하였다.
- 2005년 10월 20일 - 히와키정, 이리키정, 도고정, 게도인정, 사토촌, 가미코시키촌, 시모코시키촌, 가시마촌과 합병해 사쓰마센다이시가 되었다.

## 교통

### 철도
- 규슈 여객철도
  - 규슈 신칸센: 센다이역
  - 가고시마 본선
- 히사쓰 오렌지 철도
  - 히사쓰 오렌지 철도선

### 도로
- 국도 3호선
- 국도 267호선

## 참고 문헌
- 角川日本地名大辞典編纂委員会,『角川日本地名大辞典 鹿児島県』1983, 角川書店